# Graphiurus crassicaudatus
Espèce
Statut de conservation UICN

 DD  : Données insuffisantes
Graphiurus crassicaudatus est une espèce de petit rongeur de la famille des Gliridae qui fait partie des loirs africains.